# گمینا لوبیچ
گمینا لوبیچ (به لهستانی:  Gmina Lubicz) یک گمینا در لهستان است که در شهرستان تورونی واقع شده‌است. گمینا لوبیچ ۱۰۶٫۰۳ کیلومتر مربع مساحت و ۱۶٬۹۳۰ نفر جمعیت دارد.